# Слуцкое гетто
Слу́цкое ге́тто (август 1941 — 8 февраля 1943) — место принудительного переселения евреев города Слуцка и близлежащих населённых пунктов в рамках преследования и уничтожения евреев во время оккупации территории Белоруссии войсками нацистской Германии в период Второй мировой войны.

## Оккупация Слуцка и создание двух гетто
К 1941 году в городе Слуцк проживало около 14 000 евреев.
Слуцк был захвачен войсками вермахта 27 (26) июня 1941 года, и оккупация продлилась три года — до 30 (29) июня 1944 года. После захвата города немецкими войсками гебитскомиссаром округа был назначен Генрих Карль (нем. Heinrich Carl). В Слуцке началась подготовка к изоляции евреев. В июле была проведена паспортизация жителей города. В карточках указывался пол, возраст и специальность.
Оккупационные власти под страхом смерти запретили слуцким евреям снимать желтые латы или шестиконечные звезды (опознавательные знаки на верхней одежде), выходить из гетто без специального разрешения, менять место проживания и квартиру внутри гетто, ходить по тротуарам, пользоваться общественным транспортом, находиться на территории парков и общественных мест, посещать школы.
Бо́льшая часть евреев в августе (июле, октябре) 1941 года была переселена на территорию, где в настоящее время располагается 10-й военный городок — на южной окраине города в конце улицы Володарской. В своих домах остались жить семьи квалифицированных ремесленников или специалистов. Таким образом, к концу лета 1941 года в Слуцке образовалось два гетто — так называемые «рабочее» и «нерабочее».
Нетрудоспособных узников гетто небольшими партиями вывозили в урочище Гореваха и там расстреливали. В начале октября 1941 года за один раз расстреляли 500 пожилых евреев, которым сказали, что их везут на сельскохозяйственные работы. Трудоспособных использовали на созданных немцами предприятиях и мастерских, в частности, на кожевенной фабрике.

## Погром в октябре 1941
27—28 октября 1941 года в гетто прошла массовая «акция» (таким эвфемизмом немцы называли организованные ими массовые убийства), исполнителями которой были литовские коллаборационисты из 12-го (11-го) охранного батальона под руководством майора Антанаса Импулявичуса. Гебитскомиссар Карль писал 30 октября генеральному комиссару Белоруссии Вильгельму Кубе:

Что касается самого способа проведения акции, я должен с глубоким прискорбием отметить, что он граничил с садизмом. Сам город во время акции представлял собой ужасающую картину. С неописуемой жесткостью, как со стороны немецких полицейских, так и со стороны литовских партизан, еврейское население, а также немало белорусов, были выведены из домов и согнаны в одно место. Повсюду в городе была стрельба, и на некоторых улицах валялись трупы евреев. Мало того, что с еврейским населением, в том числе и с ремесленниками, обращались по-зверски прямо на глазах у белорусского населения, но и само белорусское население точно так же подвергалось избиению резиновыми дубинками и прикладами.
— из рапорта гебитскомиссара Слуцка
Карль указывал, что убийства сопровождались массовыми грабежами, вымогательствами и вандализмом, и просил, чтобы его навсегда избавили от встречи с этим литовским батальоном.
В этот день в урочище Гореваха (Гороваха) в двух километрах от деревни Селище (Знаменский сельсовет) были расстреляны более 8000 (около 5000) евреев. Литовскому батальону оказывал помощь 3-й батальон, состоявший из немцев, и вспомогательная полиция Слуцка, состоявшая из местных полицаев. Также в этом массовом убийстве активное участие принимали и силы вермахта.

## Создание третьего гетто
После октябрьской «акции» часть оставшейся в живых молодежи ушла в партизаны. В связи с этим немцы создали новое гетто — в районе так называемого «Школища», где до войны компактно проживали евреи. В гетто вошли около 400 домов на улицах Парижской коммуны, Школьной, Бобруйской, Первой трудовой и северной частью улицы Монахова, в том числе здание Холодной синагоги.
Новое гетто обнесли колючей проволокой и тщательно охраняли. Всего в этом гетто оказались более 3000 человек. Накануне перевода евреев в новое гетто несколько сот нетрудоспособных узников были расстреляны.

## Уничтожение гетто
В апреле 1942 года были убиты несколько сот евреев из рабочего гетто на улице Володарского.
5 февраля 1943 года начальник полиции безопасности и СД в Минске оберштурмбанфюрер СС Эдуард Штраух подписал приказ о ликвидации Слуцкого гетто. Кроме полиции безопасности, в убийстве были задействованы военнослужащие латышской добровольческой роты.
Убийство продолжалась с 7 часов 7 февраля (8-9 февраля) 1943 года до 20 часов следующего дня. Поскольку часть жителей гетто спрятались в заранее подготовленных убежищах, немецкое командование приняло решение использовать огнемёты. Гетто было полностью сожжено, а все узники — более 3000 (4140) человек — убиты.

## Организаторы и исполнители убийств
Остались известны имена некоторых исполнителей и организаторов убийств евреев в Слуцке.
Расстрелы проводились силами, в основном, солдат дивизии «Грайф». Также известно, что в расстреле участвовали зондерфюрер Фрай и лесник немец Бирман.
По обвинению в участии в массовых убийствах 3000 человек в Слуцком гетто расследовалась деятельность гражданина Эстонии Михаила Горшкова — бывшего сотрудника гестапо. Горшков в 1953 году получил гражданство США, но в 2002 году был его лишён в связи с тем, что солгал при получении гражданства о своей коллаборационистской деятельности во время войны. В 2011 году дело было закрыто в связи с тем, что личность предполагаемого преступника не смогли установить достоверно.
В 2001 году в Австралии умер один из соучастников резни в Слуцком гетто — Карлис Озолс (Kārlis Ozols).

## Случаи спасения и «Праведники народов мира»

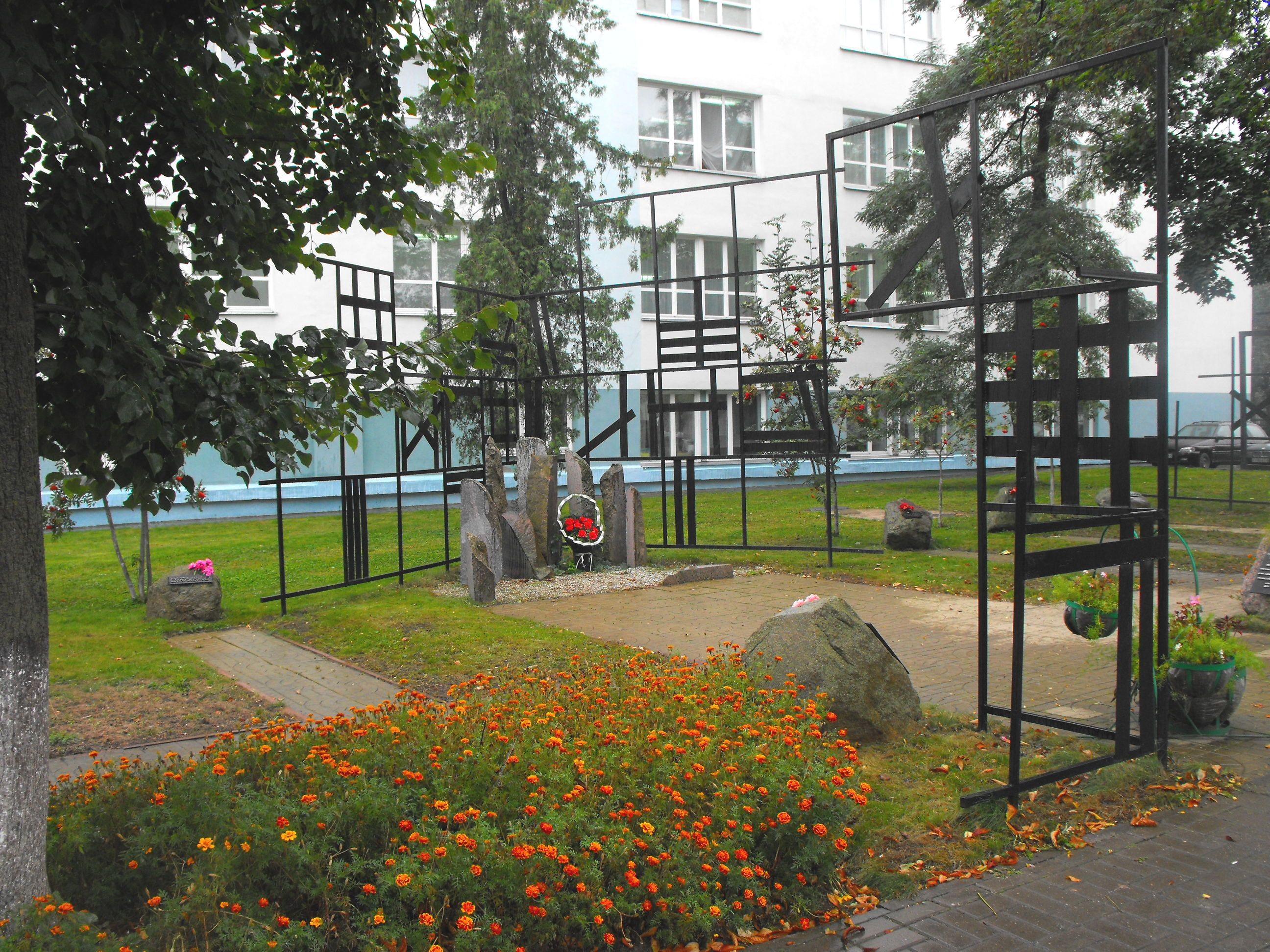
Мемориал на улице Копыльской

В Слуцке 2 человека были удостоены почетного звания «Праведник народов мира» от израильского мемориального института «Яд Вашем» «в знак глубочайшей признательности за помощь, оказанную еврейскому народу в годы Второй мировой войны»:
- Костюкевич Феня — за спасение Баршай (Шмеркович) Доры[37].
- Ледер Эрвин — за спасение Габовича Рафаэля[38].

## Память
В память об убитых 18 000 (10 000) евреях Слуцка в городе установлены памятник (в 1958 году на месте массового убийства на улице Монахова) и мемориальный комплекс. Мемориал подвергался антисемитскому вандализму в апреле 2008 и июле 2009 года.
Опубликованы неполные списки убитых в Слуцке евреев.

## Комментарии
1. ↑  В русском языке за служащими коллаборационистских полицейских органов закрепилось разговорное уничижительное название полица́й (во множественном числе — полица́и).